# Ватаци, Эммануил Александрович
Эммануи́л Алекса́ндрович Вата́ци (19 мая 1856 — 1920) — русский государственный деятель, товарищ министра внутренних дел, сенатор.

## Биография
Православный. Из потомственных дворян Могилёвской губернии. Сын генерала от артиллерии Александра Ивановича Ватаци (1810—1886) и Веры Александровны Деметти. Старший брат Александр — генерал-майор; младший брат Владимир — генерал-майор.
В 1877 году окончил Императорское училище правоведения с чином X класса. Слушал лекции в Берлинском университете.

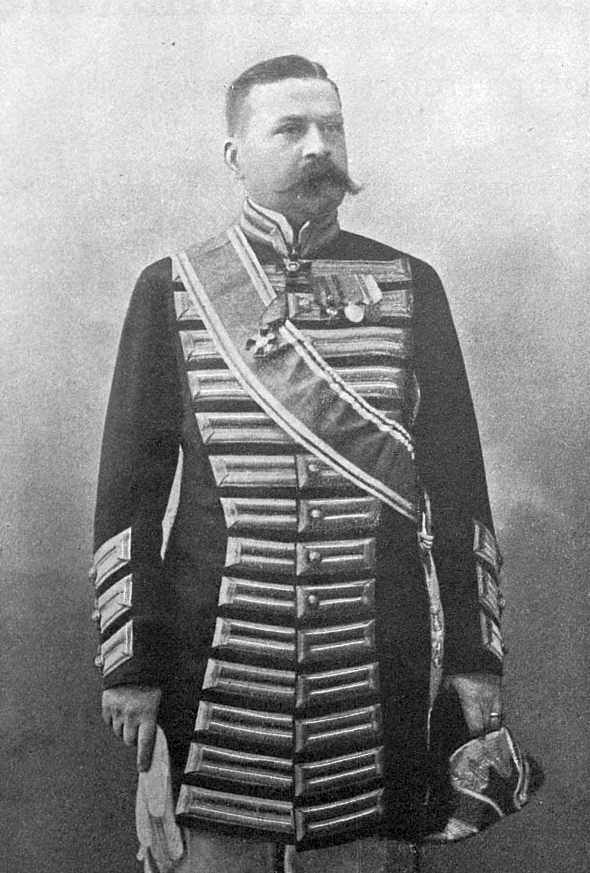
В придворном мундире

Чины: надворный советник (1886), коллежский советник (после 1886), статский советник (на 1897), действительный статский советник (1900), в должности гофмейстера (1904), тайный советник (1906), гофмейстер (на 1907).
Службу начал кандидатом на судебные должности при прокуроре Санкт-Петербургской судебной палаты, в 1878 году исполнял обязанности секретаря судебной палаты. В 1879 году был переведен в Военное министерство с откомандированием в распоряжение туркестанского генерал-губернатора для занятий в канцелярии. Через год был назначен казалинским уездным судьей.
В 1883 году перешел на службу в Министерство юстиции, а в следующем году — в Министерство внутренних дел. Состоял и.д. комиссара по крестьянским делам в Цеханове (1885), комиссаром по крестьянским делам в Плоцком уезде (1885—1891), членом Келецкого по крестьянским делам присутствия (1891). Занимал посты плоцкого вице-губернатора (1891—1898), при этом часто исполняя обязанности губернатора, сувалкского (1898—1901), ковенского (1901—1904) и харьковского (1904) губернатора. В бытность сувалкским губернатором особое внимание уделял вопросу о разрешении для литовского населения печатания книг латинским шрифтом.
В конце 1904 был назначен директором департамента общих дел МВД. В 1905—1906 годах был товарищем министра внутренних дел, входил в Особое совещание для рассмотрения дополнительных правил к законам о Государственной думе.
2 апреля 1906 года назначен к присутствованию во 2-м департаменте Сената с производством в тайные советники. В 1909—1915 годах состоял помощником по гражданской части наместника на Кавказе генерал-адъютанта графа И. И. Воронцова-Дашкова.
12 июня 1914 года уволен от службы по расстройству здоровья, после чего служил у промышленника Лианозова.

## Семья
Был женат на Марии Петровне Мертваго (1860—1936). Их дети:
- Александр (1887—1915), прапорщик лейб-гвардии Семёновского полка, умер от ран 23 февраля 1915 года[3].
- Дмитрий (1895—1978), воспитанник Александровского лицея, участник Первой мировой войны, ротмистр 17-го драгунского Нижегородского полка. В эмиграции во Франции и Марокко[2].
- Елизавета (1885—1979), замужем за полковником Генерального штаба Владимиром Августиновичем Гольдгааром (1887—1969)[4].

## Награды
- Орден Святого Станислава 3-й ст.
- Орден Святого Станислава 2-й ст.
- Орден Святой Анны 2-й ст.
- Орден Святого Владимира 4-й ст.
- Орден Святого Владимира 3-й ст.
- Высочайшая благодарность (1905)